# Hugo Alipaz
Hugo Alipaz Solares fue un jugador de fútbol paceño que comenzó su carrera deportiva muy joven como socio y jugador del Club 20 de Octubre (1905-1907) y posteriormente fundó junto con otros 12 jóvenes paceños el Club The Strongest (1908), equipo en el que jugó durante 21 años.

## Carrera Deportiva
Como jugador se desempeñó en la posición de delantero en la época en que esta era la posición más importante y con más jugadores. Comenzó su carrera en el Club 20 de Octubre del cual era socio y jugador hasta la desaparición de este club en 1907. En 1908 funda The Strongest y es parte del primer equipo de fútbol de la historia de este Club donde fue uno de los jugadores más importantes de la primera época entre 1908 y 1918, siendo uno de sus máximos goleadores y referentes, participando en los primeros torneos organizados de Bolivia y en los primeros partidos internacionales del Club The Strongest.
Entre 1918 y 1928 dedica la mayor parte de su tiempo a labores directivas dentro de la institución, pero también forma parte en algunas temporadas del 2º equipo que participó en Divisiones inferiores del Torneo de la AFLP en calidad de Capitán.
En 1929 regresa por esa temporada para formar parte del último equipo que integraron los fundadores y que obtuvo el puesto de SubCampeón del Torneo de 1ª División de la LPFA.

## Palmarés
| Torneo                    | Club          | País    | Año  |
| ------------------------- | ------------- | ------- | ---- |
| Copa Prefectural          | The Strongest | Bolivia | 1911 |
| Campeonato de la LPFA     | The Strongest | Bolivia | 1914 |
| Copa Asociación           | The Strongest | Bolivia | 1915 |
| Torneo Interdepartamental | The Strongest | Bolivia | 1915 |
| Campeonato de la LPFA     | The Strongest | Bolivia | 1916 |
| Copa 20 de Octubre        | The Strongest | Bolivia | 1916 |
| Campeonato de la LPFA     | The Strongest | Bolivia | 1917 |

## Dirigente Deportivo
Tuvo también una destacada labor como dirigente deportivo en las distintas mesas directivas del Club The Strongest donde fue Vocal en 1908. En 1915 sustituye como presidente interino a Isaac Vélez Ocampo que en septiembre de ese año sufrió un ataque cerebral, cargo que desempeñó hasta mediado 1916. 
En 1918, en plena crisis del fútbol paceño, cuando se suspendieron todos los torneos durante 4 años, deja de lado su actividad como futbolista y es elegido presidente por segunda vez para el periodo 1918-1919. En 1926 aparece como Tesorero de la institución colaborando con la directiva de don Héctor Sandoval. Al año siguiente fue elegido Vicepresidente del directorio encabezado por don Gregorio Vincenti y también en la siguiente gestión encabezada por don Héctor Maldonado, siendo ratificado en 1929 junto con toda la plana directiva. En 1935 es parte también del directorio encabezado por don Víctor Zalles Guerra en calidad de Vocal nuevamente.
| Antecesor: Isaac Vélez Ocampo | Presidente de The Strongest 1916 | Sucesor: Desiderio Delgado |

| Antecesor: Isaac Vélez Ocampo | Presidente de The Strongest 1918-1919 | Sucesor: Humberto Montes |

## Otras facetas
Fue miembro del Partido Liberal de Bolivia, concretamente del grupo llamado 'Guardia Liberal' compuesto por las juventudes del partido.
Sus hermanos fueron Carlos, Isaac y Carmen Rosa. Isaac fue también jugador y gran dirigente de The Strongest.